# San Miguel de Serrezuela
San Miguel de Serrezuela – gmina w Hiszpanii, w prowincji Ávila, w Kastylii i León, o powierzchni 34,75 km². W 2011 roku gmina liczyła 159 mieszkańców.